# 24 ur Le Mansa 2004
24 ur Le Mansa 2004 je bila dvainsedemdeseta vzdržljivostna dirka 24 ur Le Mansa. Potekala je 12. in 13. junija 2004.

## Rezultati

### Uvrščeni
NC = neuvrščeni - niso prevozili 70% razdalje zmagovalca, DNF = odstop, DNS = niso štartali
| Poz    | Razred | Št | Moštvo                                | Dirkači                                               | Šasija                              | Gume | Krogi |
| Poz    | Razred | Št | Moštvo                                | Dirkači                                               | Motor                               | Gume | Krogi |
| ------ | ------ | -- | ------------------------------------- | ----------------------------------------------------- | ----------------------------------- | ---- | ----- |
| 1      | LMP1   | 5  | Audi Sport Japan Team Goh             | Seiji Ara Rinaldo Capello Tom Kristensen              | Audi R8                             | M    | 379   |
| 1      | LMP1   | 5  | Audi Sport Japan Team Goh             | Seiji Ara Rinaldo Capello Tom Kristensen              | Audi 3.6L Turbo V8                  | M    | 379   |
| 2      | LMP1   | 88 | Audi Sport UK Team Veloqx             | Jamie Davies Johnny Herbert Guy Smith                 | Audi R8                             | M    | 379   |
| 2      | LMP1   | 88 | Audi Sport UK Team Veloqx             | Jamie Davies Johnny Herbert Guy Smith                 | Audi 3.6L Turbo V8                  | M    | 379   |
| 3      | LMP1   | 2  | ADT Champion Racing                   | JJ Lehto Marco Werner Emanuele Pirro                  | Audi R8                             | M    | 368   |
| 3      | LMP1   | 2  | ADT Champion Racing                   | JJ Lehto Marco Werner Emanuele Pirro                  | Audi 3.6L Turbo V8                  | M    | 368   |
| 4      | LMP1   | 18 | Pescarolo Sport                       | Soheil Ayari Erik Comas Benoit Treluyer               | Pescarolo C60                       | M    | 361   |
| 4      | LMP1   | 18 | Pescarolo Sport                       | Soheil Ayari Erik Comas Benoit Treluyer               | Judd GV5 5.0L V10                   | M    | 361   |
| 5      | LMP1   | 8  | Audi Sport UK Team Veloqx             | Allan McNish Frank Biela Pierre Kaffer                | Audi R8                             | M    | 350   |
| 5      | LMP1   | 8  | Audi Sport UK Team Veloqx             | Allan McNish Frank Biela Pierre Kaffer                | Audi 3.6L Turbo V8                  | M    | 350   |
| 6      | GTS    | 64 | Corvette Racing                       | Oliver Gavin Olivier Beretta Jan Magnussen            | Chevrolet Corvette C5-R             | M    | 345   |
| 6      | GTS    | 64 | Corvette Racing                       | Oliver Gavin Olivier Beretta Jan Magnussen            | Chevrolet 7.0L V8                   | M    | 345   |
| 7      | LMP1   | 15 | Racing for Holland                    | Jan Lammers Chris Dyson Katsutomo Kaneishi            | Dome S101                           | D    | 341   |
| 7      | LMP1   | 15 | Racing for Holland                    | Jan Lammers Chris Dyson Katsutomo Kaneishi            | Judd GV4 4.0L V10                   | D    | 341   |
| 8      | GTS    | 63 | Corvette Racing                       | Ron Fellows Max Papis Johnny O'Connell                | Chevrolet Corvette C5-R             | M    | 334   |
| 8      | GTS    | 63 | Corvette Racing                       | Ron Fellows Max Papis Johnny O'Connell                | Chevrolet 7.0L V8                   | M    | 334   |
| 9      | GTS    | 65 | Prodrive Racing                       | Darren Turner Colin McRae Rickard Rydell              | Ferrari 550-GTS Maranello           | M    | 329   |
| 9      | GTS    | 65 | Prodrive Racing                       | Darren Turner Colin McRae Rickard Rydell              | Ferrari F133 5.9L V12               | M    | 329   |
| 10     | GT     | 90 | White Lightning Racing                | Jörg Bergmeister Patrick Long Sascha Maassen          | Porsche 911 GT3-RS                  | M    | 327   |
| 10     | GT     | 90 | White Lightning Racing                | Jörg Bergmeister Patrick Long Sascha Maassen          | Porsche 3.6L Flat-6                 | M    | 327   |
| 11     | GTS    | 66 | Prodrive Racing                       | Alain Menu Peter Kox Tomáš Enge                       | Ferrari 550-GTS Maranello           | M    | 325   |
| 11     | GTS    | 66 | Prodrive Racing                       | Alain Menu Peter Kox Tomáš Enge                       | Ferrari F133 5.9L V12               | M    | 325   |
| 12     | GT     | 77 | ChoroQ Racing Team                    | Haruki Kurosawa Kazuyuki Nishizawa Manabu Orido       | Porsche 911 GT3-RSR                 | Y    | 322   |
| 12     | GT     | 77 | ChoroQ Racing Team                    | Haruki Kurosawa Kazuyuki Nishizawa Manabu Orido       | Porsche 3.6L Flat-6                 | Y    | 322   |
| 13     | GT     | 85 | Freisinger Motorsport                 | Stéphane Ortelli Ralf Kelleners Romain Dumas          | Porsche 911 GT3-RSR                 | D    | 321   |
| 13     | GT     | 85 | Freisinger Motorsport                 | Stéphane Ortelli Ralf Kelleners Romain Dumas          | Porsche 3.6L Flat-6                 | D    | 321   |
| 14     | GTS    | 69 | Larbre Compétition                    | Christophe Bouchut Patrice Goueslard Olivier Dupard   | Ferrari 550-GTS Maranello           | M    | 317   |
| 14     | GTS    | 69 | Larbre Compétition                    | Christophe Bouchut Patrice Goueslard Olivier Dupard   | Ferrari F133 5.9L V12               | M    | 317   |
| 15     | GT     | 84 | Seikel Motorsport                     | Anthony Burgess Philip Collin Andrew Bagnall          | Porsche 911 GT3-RS                  | Y    | 317   |
| 15     | GT     | 84 | Seikel Motorsport                     | Anthony Burgess Philip Collin Andrew Bagnall          | Porsche 3.6L Flat-6                 | Y    | 317   |
| 16     | GT     | 72 | Luc Alphand Aventures                 | Luc Alphand Christian Lavieille Phillippe Almeras     | Porsche 911 GT3-RS                  | M    | 316   |
| 16     | GT     | 72 | Luc Alphand Aventures                 | Luc Alphand Christian Lavieille Phillippe Almeras     | Porsche 3.6L Flat-6                 | M    | 316   |
| 17     | LMP1   | 14 | Team Nasamax                          | Robbie Stirling Werner Lupberger Kevin McGarrity      | Nasamax DM139                       | D    | 316   |
| 17     | LMP1   | 14 | Team Nasamax                          | Robbie Stirling Werner Lupberger Kevin McGarrity      | Judd GV5 5.0L V10 (Bioethanol)      | D    | 316   |
| 18     | GT     | 81 | The Racer's Group                     | Lars-Erik Nielsen Ian Donaldson Gregor Fisken         | Porsche 911 GT3-RSR                 | M    | 314   |
| 18     | GT     | 81 | The Racer's Group                     | Lars-Erik Nielsen Ian Donaldson Gregor Fisken         | Porsche 3.6L Flat-6                 | M    | 314   |
| 19     | GT     | 92 | Cirtek Motorsport                     | Frank Mountain Hans Hugenholtz Rob Wilson             | Ferrari 360 Modena GTC              | D    | 311   |
| 19     | GT     | 92 | Cirtek Motorsport                     | Frank Mountain Hans Hugenholtz Rob Wilson             | Ferrari F131 3.6L V8                | D    | 311   |
| 20     | LMP1   | 4  | Taurus Sports Racing                  | Christian Vann Benjamin Leuenberger Didier Andre      | Lola B2K/10                         | M    | 300   |
| 20     | LMP1   | 4  | Taurus Sports Racing                  | Christian Vann Benjamin Leuenberger Didier Andre      | Judd GV4 4.0L V10                   | M    | 300   |
| 21     | GT     | 89 | Chamberlain-Synergy Motorsport        | Bob Berridge Michael Caine Chris Stockton             | TVR Tuscan T400R                    | D    | 300   |
| 21     | GT     | 89 | Chamberlain-Synergy Motorsport        | Bob Berridge Michael Caine Chris Stockton             | TVR Speed Six 4.0L I6               | D    | 300   |
| 22     | GT     | 96 | Chamberlain-Synergy Motorsport        | Lawrence Tomlinson Nigel Greensall Gareth Evans       | TVR Tuscan T400R                    | D    | 291   |
| 22     | GT     | 96 | Chamberlain-Synergy Motorsport        | Lawrence Tomlinson Nigel Greensall Gareth Evans       | TVR Speed Six 4.0L I6               | D    | 291   |
| 23     | GT     | 75 | Thierry Perrier                       | Ian Kahn Nigel Smith Tim Sugden                       | Porsche 911 GT3-RS                  | D    | 283   |
| 23     | GT     | 75 | Thierry Perrier                       | Ian Kahn Nigel Smith Tim Sugden                       | Porsche 3.6L Flat-6                 | D    | 283   |
| 24     | LMP1   | 20 | Lister Racing                         | John Nielsen Casper Elgaard Jens Moller               | Lister Storm LMP                    | D    | 279   |
| 24     | LMP1   | 20 | Lister Racing                         | John Nielsen Casper Elgaard Jens Moller               | Chevrolet 6.0L V8                   | D    | 279   |
| 25     | LMP2   | 32 | Intersport Racing                     | William Binnie Clint Field Rick Sutherland            | Lola B2K/40                         | P    | 278   |
| 25     | LMP2   | 32 | Intersport Racing                     | William Binnie Clint Field Rick Sutherland            | Judd KV675 3.4L V8                  | P    | 278   |
| 26     | LMP2   | 24 | Rachel Welter                         | Yojiro Tarada Patrice Roussel Olivier Porta           | WR LM2001                           | M    | 270   |
| 26     | LMP2   | 24 | Rachel Welter                         | Yojiro Tarada Patrice Roussel Olivier Porta           | Peugeot 2.0L Turbo I4               | M    | 270   |
| 27 NC  | GT     | 80 | Morgan Works Race Team                | Adam Sharpe Neil Cunningham Steve Hyde                | Morgan Aero 8R                      | Y    | 222   |
| 27 NC  | GT     | 80 | Morgan Works Race Team                | Adam Sharpe Neil Cunningham Steve Hyde                | BMW B44 (Mader) 4.5L V8             | Y    | 222   |
| 28 NC  | LMP1   | 16 | Racing for Holland                    | Tom Coronel Justin Wilson Ralph Firman                | Dome S101                           | D    | 313   |
| 28 NC  | LMP1   | 16 | Racing for Holland                    | Tom Coronel Justin Wilson Ralph Firman                | Judd GV4 4.0L V10                   | D    | 313   |
| 29 DNF | LMP1   | 17 | Pescarolo Sport                       | Sébastien Bourdais Nicolas Minassian Emmanuel Collard | Pescarolo C60                       | M    | 282   |
| 29 DNF | LMP1   | 17 | Pescarolo Sport                       | Sébastien Bourdais Nicolas Minassian Emmanuel Collard | Judd GV5 5.0L V10                   | M    | 282   |
| 30 DNF | LMP1   | 25 | Ray Mallock, Ltd. (RML)               | Thomas Erdos Mike Newton Nathan Kinch                 | MG-Lola EX257                       | D    | 256   |
| 30 DNF | LMP1   | 25 | Ray Mallock, Ltd. (RML)               | Thomas Erdos Mike Newton Nathan Kinch                 | MG (AER) XP20 2.0L Turbo I4         | D    | 256   |
| 31 DNF | LMP1   | 6  | Rollcentre Racing                     | Martin Short Rob Barff João Barbosa                   | Dallara LMP                         | D    | 230   |
| 31 DNF | LMP1   | 6  | Rollcentre Racing                     | Martin Short Rob Barff João Barbosa                   | Judd GV4 4.0L V10                   | D    | 230   |
| 32 DNF | GT     | 87 | Orbit Racing BAM!                     | Leo Hindery, Jr. Marc Lieb Mike Rockenfeller          | Porsche 911 GT3-RS                  | M    | 223   |
| 32 DNF | GT     | 87 | Orbit Racing BAM!                     | Leo Hindery, Jr. Marc Lieb Mike Rockenfeller          | Porsche 3.6L Flat-6                 | M    | 223   |
| 33 DNF | LMP1   | 9  | Kondo Racing                          | Hiroki Kato Ryo Fukuda Ryo Michigami                  | Dome S101                           | Y    | 206   |
| 33 DNF | LMP1   | 9  | Kondo Racing                          | Hiroki Kato Ryo Fukuda Ryo Michigami                  | Mugen MF408S 4.0L V8                | Y    | 206   |
| 34 DNF | GTS    | 62 | Barron Connor Racing                  | Mike Hezemans Ange Barde Jean-Denis Deletraz          | Ferrari 575-GTC                     | P    | 200   |
| 34 DNF | GTS    | 62 | Barron Connor Racing                  | Mike Hezemans Ange Barde Jean-Denis Deletraz          | Ferrari F133 6.0L V12               | P    | 200   |
| 35 DNF | LMP1   | 22 | Zytek Engineering, Ltd.               | Andy Wallace David Brabham Hayanara Shimoda           | Zytek 04S                           | M    | 167   |
| 35 DNF | LMP1   | 22 | Zytek Engineering, Ltd.               | Andy Wallace David Brabham Hayanara Shimoda           | Zytek ZG348 3.4L V8                 | M    | 167   |
| 36 DNF | GTS    | 61 | Barron Connor Racing                  | John Bosch Danny Sullivan Thomas Biagi                | Ferrari 575-GTC                     | P    | 163   |
| 36 DNF | GTS    | 61 | Barron Connor Racing                  | John Bosch Danny Sullivan Thomas Biagi                | Ferrari F133 6.0L V12               | P    | 163   |
| 37 DNF | GT     | 83 | Seikel Motorsport                     | Gabrio Rosa Peter van Merksteijn Alex Caffi           | Porsche 911 GT3-RS                  | Y    | 148   |
| 37 DNF | GT     | 83 | Seikel Motorsport                     | Gabrio Rosa Peter van Merksteijn Alex Caffi           | Porsche 3.6L Flat-6                 | Y    | 148   |
| 38 DNF | LMP2   | 36 | Gerard Welter                         | Tristan Gommendy Jean-Bernard Bouvet Bastien Briere   | WR LM2004                           | M    | 137   |
| 38 DNF | LMP2   | 36 | Gerard Welter                         | Tristan Gommendy Jean-Bernard Bouvet Bastien Briere   | Peugeot ES9J4S 3.4L V6              | M    | 137   |
| 39 DNF | GT     | 70 | JMB Racing                            | Jean-René de Fournoux Jaime Melo Stephane Daoudi      | Ferrari 360 Modena GTC              | M    | 133   |
| 39 DNF | GT     | 70 | JMB Racing                            | Jean-René de Fournoux Jaime Melo Stephane Daoudi      | Ferrari F131 3.6L V8                | M    | 133   |
| 40 DNF | LMP2   | 31 | Courage Compétition                   | Alexander Frei Sam Hancock Jean-Marc Gounon           | Courage C65                         | M    | 127   |
| 40 DNF | LMP2   | 31 | Courage Compétition                   | Alexander Frei Sam Hancock Jean-Marc Gounon           | JPX 3.4L V6                         | M    | 127   |
| 41 DNF | LMP2   | 35 | Epsilon Sport                         | Renaud Derlot Gunnar Jeanette Gavin Pickering         | Courage C65                         | M    | 124   |
| 41 DNF | LMP2   | 35 | Epsilon Sport                         | Renaud Derlot Gunnar Jeanette Gavin Pickering         | Willman (JPX) 3.4L V6               | M    | 124   |
| 42 DNF | LMP1   | 29 | Noel del Bello Racing                 | Bruno Besson Sylvain Boulay Jean-Luc Maury-Laribiere  | Reynard 2KQ                         | M    | 122   |
| 42 DNF | LMP1   | 29 | Noel del Bello Racing                 | Bruno Besson Sylvain Boulay Jean-Luc Maury-Laribiere  | Volkswagen HPT16 2.0L Turbo I4      | M    | 122   |
| 43 DNF | LMP2   | 37 | Paul Belmondo Racing                  | Paul Belmondo Claude-Yves Gosselin Marco Saviozzi     | Courage C65                         | M    | 80    |
| 43 DNF | LMP2   | 37 | Paul Belmondo Racing                  | Paul Belmondo Claude-Yves Gosselin Marco Saviozzi     | JPX 3.4L V6                         | M    | 80    |
| 44 DNF | GT     | 86 | Freisinger Motorsport                 | Alexei Vasiliev Nikolai Fomenko Robert Nearn          | Porsche 911 GT3-RSR                 | D    | 65    |
| 44 DNF | GT     | 86 | Freisinger Motorsport                 | Alexei Vasiliev Nikolai Fomenko Robert Nearn          | Porsche 3.6L Flat-6                 | D    | 65    |
| 45 DNF | LMP1   | 11 | Panoz Motor Sports Larbre Compétition | Patrick Bourdais Jean-Luc Blanchemain Roland Berville | Panoz GTP                           | M    | 54    |
| 45 DNF | LMP1   | 11 | Panoz Motor Sports Larbre Compétition | Patrick Bourdais Jean-Luc Blanchemain Roland Berville | Elan 6L8 6.0L V8                    | M    | 54    |
| 46 DNF | LMP1   | 10 | Taurus Sports Racing                  | Phil Andrews Calum Lockie Anthony Kumpen              | Lola B2K/10                         | D    | 35    |
| 46 DNF | LMP1   | 10 | Taurus Sports Racing                  | Phil Andrews Calum Lockie Anthony Kumpen              | Caterpillar 5.0L Turbo V10 (Diesel) | D    | 35    |
| 47 DNF | LMP1   | 27 | Intersport Racing                     | Jon Field Duncan Dayton Larry Connor                  | Lola B01/60                         | G    | 29    |
| 47 DNF | LMP1   | 27 | Intersport Racing                     | Jon Field Duncan Dayton Larry Connor                  | Judd XV675 3.4L V8                  | G    | 29    |
| 48 DNF | GT     | 78 | PK Sport Ltd.                         | Jim Matthews David Warnock Paul Daniels               | Porsche 911 GT3-RS                  | D    | 27    |
| 48 DNF | GT     | 78 | PK Sport Ltd.                         | Jim Matthews David Warnock Paul Daniels               | Porsche 3.6L Flat-6                 | D    | 27    |

### Statistika
- Najhitrejši krog - #88 Audi Sport UK Team Veloqx - 3:34.264
- Razdalja - 5169.9km
- Povprečna hitrost - 215.415km/h